# Barzin da Negalora
Barzin da Negalora é uma mini turnê paralela da cantora brasileira Claudia Leitte. O show é derivado do álbum Negalora: Íntimo (2012) e da turnê do mesmo álbum, que foi cancelada devido a gravidez da cantora. Além de canções do álbum Negalora: Íntimo, Claudia apresenta canções do "lado B" de sua carreira e covers que a mesma costumava fazer em bares antes do início da carreira com o Babado Novo.
O primeiro show aconteceu no dia 25 de novembro de 2013 em Recife, Pernambuco. O segundo show aconteceu no dia 26 de abril de 2014 na capital de São Paulo.

## Sinopse
Os dois primeiros shows, inicialmente grafado como "Barzinho da Negalora", aconteceram em Recife, Pernambuco em 25 de novembro de 2013 e e na capital de São Paulo em 26 de abril de 2014. Com cerca de duas horas de duração, Claudia iniciava o show com a canção "Magalenha", seguida de canções do álbum "Negalora: Íntimo". Após apresentar canções do álbum, Claudia apresenta covers que a mesma costumava cantar quando fazia shows em bares.

## Repertório
O repertório do show é dividido em três partes. A primeira parte consiste em músicas do álbum Negalora: Íntimo, como "Telegrama", "Falando Sério", "Magalenha", "Afaste-se de mim", "Bem-vindo Amor", entre outras. A segunda parte consiste em covers, como "It Hurt So Bad" de Susan Tedeschi, "Bizarre Love Triangle" da banda New Order, "Cartaz" de Fagner, "Three Little Birds" e "Is This Love" de Bob Marley & The Wailers, entre outros covers. A terceira parte do show consiste em canções mais animadas, incluindo sucessos da carreira de Claudia, como "Largadinho", "Claudinha Bagunceira", "Amor Perfeito" e também canções do "lado B" do repertório da cantora desde o Babado Novo.

## Datas
| Data                   | Cidade    | Estado         | Local                               |
| ---------------------- | --------- | -------------- | ----------------------------------- |
| Brasil                 |           |                |                                     |
| 25 de novembro de 2013 | Recife    | Pernambuco     | Arcádia de Apipucos                 |
| 26 de abril de 2014    | São Paulo | São Paulo      | Casa Fasano                         |
| 25 de outubro de 2014  | Salvador  | Bahia          | Terminal Turístico Náutico da Bahia |
| 22 de novembro de 2014 | Salvador  | Bahia          | Hotel Pestana                       |
| 29 de novembro de 2014 | Lorena    | São Paulo      | Cervejaria do Gordo                 |
| 2 de janeiro de 2016   | Guarapari | Espírito Santo | Multiplace Mais                     |

### Shows cancelados
| Data              | Cidade   | Estado | Local           |
| ----------------- | -------- | ------ | --------------- |
| Brasil            |          |        |                 |
| 7 de maio de 2015 | Curitiba | Paraná | Teatro Positivo |